# Dina Kathelyn
Dina Kathelyn (Ukkel, 1 januari 1934 – 1 oktober 2024) was een Belgische illustratrice, kunstschilder, inkleurder van strips en (kinderboeken)schrijfster.

## Carrière
Nadat Kathelyn twee jaar Latijn en wiskunde had gestudeerd, volgde ze een artistieke opleiding, onder meer bij de École communale Fernand Cocq en bij de schilders Léon Pringels (Académie de Saint-Gilles) en Marcel Hastir.
Acht jaar werkte Kathelyn vervolgens voor een reclamebureau, waar zij zich toelegde op grafische ontwerpen en reclame-illustraties. Vervolgens werd zij kinderboekenschrijfster, het bekendst is haar Marmouset-reeks, waarvan in Frankrijk al meer dan twee miljoen exemplaren van werden verkocht en die in zeventien talen werd vertaald. Zij illustreerde niet alleen haar eigen verhalen, maar ook die van anderen.
Tussen 1999 en 2001 was Kathelyn lid van de eindjury voor grafisch ontwerp en illustratie bij de Academie voor Schone Kunsten in Luik. Vanaf 2000 legde Kathelyn zich toe op schilderen en dan vooral portretten, waarvoor zij ook verschillende prijzen voor ontving.
Kathelyn was ook actief als inkleurder van stripverhalen, waarvoor zij in 2004 de Pinceau d'Or ontving op het stripfestival van Vaison-la-Romaine. Zij verzorgde de inkleuring voor onder meer Een volmaakte moeder (2001) en Voor hen die gaan sterven .. (2002) in de reeks Murena, voor Roma, Roma... (2005), Het was in Khorsabad (2006),  in de reeks Alex van Jacques Martin, voor Sevilla 1600 in de reeks De oneven orde van Paul Teng en voor Les 7 crimes de Rome (2019) in de reeks Une enquête de Léonard de Vinci van Robert Paquet.
Kathelyn schreef ook novelles en romans voor volwassenen, waarvoor ze in 2006 en 2014 in de prijzen viel. In 2015 verscheen haar eerste roman Le poison silence, in 2019 haar tweede getiteld Passe le train.
Ze overleed op 90-jarige leeftijd.